# Żelki (słodycze)

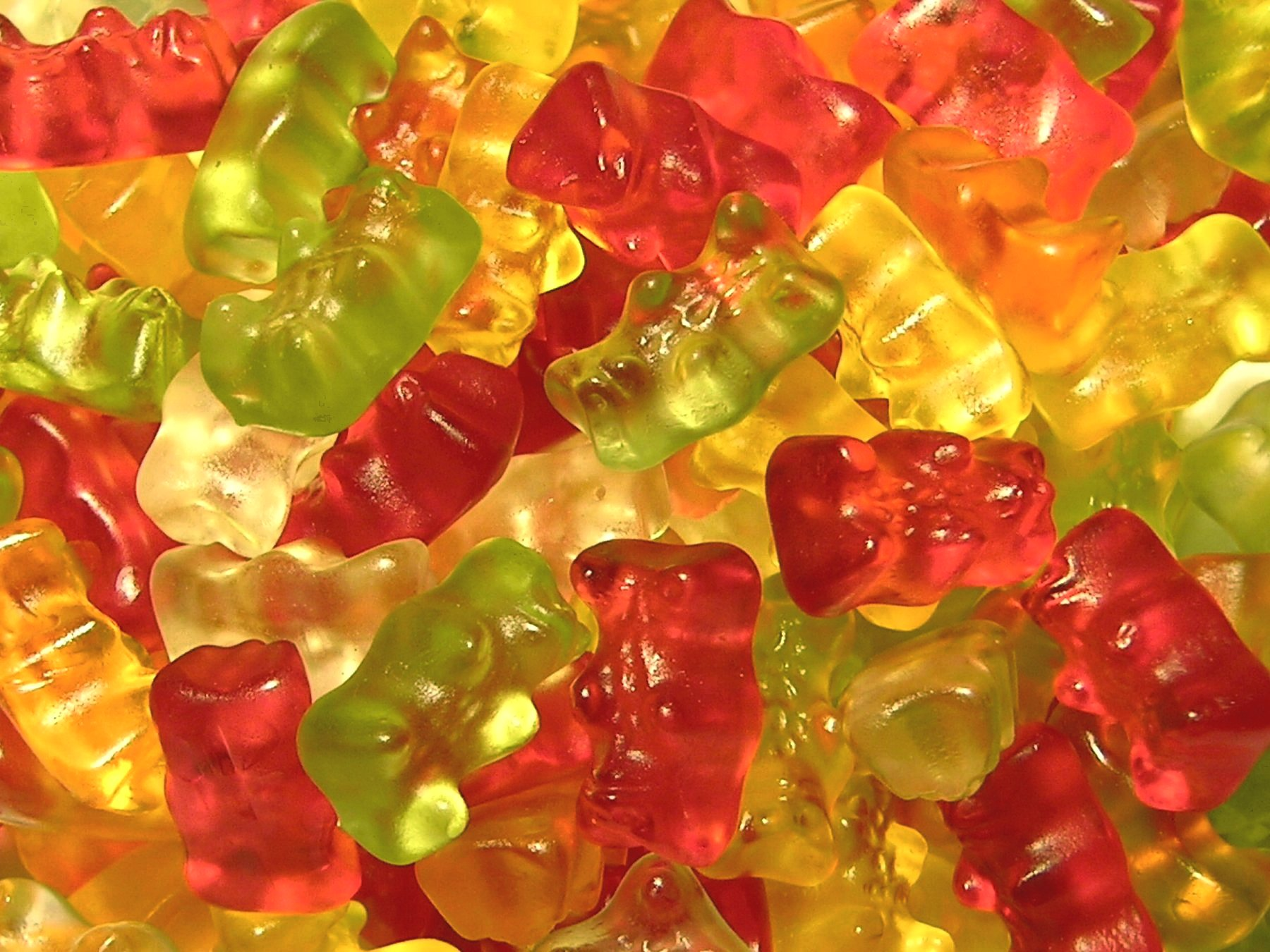
Żelki Goldbären (Złote Misie) firmy Haribo

Żelki (l.poj. żelek lub żelka) – rodzaj cukierków z galaretki. Na skalę przemysłową żelki wytwarzane są głównie z syropu glukozowego, cukru buraczanego, wody (soków) i żelatyny. Zamiast żelatyny do ich wytwarzania może służyć także agar i pektyny.
W 100 gramach żelek znajduje się przeciętnie 310 kilokalorii, 71 gramów węglowodanów oraz 6,2 grama białka.